# Carex argyi
Espèce
Classification phylogénétique
Carex argyi est une espèce de plantes du genre Carex et de la famille des Cyperaceae.